# Bela-Bela
Bela-Bela (fino al 2002 Warmbaths) è un centro abitato del Sudafrica, situato nella provincia del Limpopo.